# Karbido’s The Table
Karbido’s The Table (znany również jako: Stolik) – filmowa adaptacja audio-spektaklu „Stolik” wrocławskiej formacji Karbido w reżyserii Bartosza Blaschke.
Film przenosi na ekran awangardowy spektakl grupy Karbido, w którym czterech muzyków gra na stole. Grupa wystąpiła ze spektaklem niemal na całym świecie, zdobywając kilkadziesiąt nagród na międzynarodowych festiwalach. Również film był prezentowany na wielu festiwalach min. w Cannes, Nowym Jorku, Kazimierzu Dolnym.

## Występują
- Michał Litwiniec
- Igor Gawlikowski
- Marek Otwinowski
- Paweł Czepułkowski